# Episodi de Il giovane ispettore Morse (ottava stagione)
L'ottava stagione della serie televisiva de Il giovane ispettore Morse, composta da 3 episodi, è stata trasmessa sul canale inglese ITV dal 12 al 26 settembre 2021. In Italia è stata trasmessa su Giallo dal 21 aprile al 5 maggio 2024.
| n° | Titolo originale | Titolo italiano | Prima TV originale | Prima TV Italia |
| -- | ---------------- | --------------- | ------------------ | --------------- |
| 1  | Striker          | Attaccante      | 12 settembre 2021  | 21 aprile 2024  |
| 2  | Scherzo          | Scherzo         | 19 settembre 2021  | 28 aprile 2024  |
| 3  | Terminus         | Capolinea       | 26 settembre 2021  | 5 maggio 2024   |

## Attaccante
Regia di Shaun Evans

## Scherzo
Regia di Ian Aryeh

## Capolinea
Regia di Kate Saxon